# ماركوس بلوتش
ماركوس بلوتش (بالألمانية: Markus Blutsch)‏ (1 يونيو 1995 بلينتس في النمسا - ) هو لاعب كرة قدم نمساوي في مركز الوسط. شارك مع منتخب النمسا تحت 17 سنة لكرة القدم ومنتخب النمسا تحت 18 سنة لكرة القدم ومنتخب النمسا تحت 19 سنة لكرة القدم ومنتخب النمسا تحت 20 سنة لكرة القدم ومنتخب النمسا تحت 21 سنة لكرة القدم. أما مع النوادي، فقد لعب مع أدميرا فاكر مودلينغ ولاسك لينتس وFC Juniors OÖ ‏.

## وصلات خارجية
- ماركوس بلوتش على موقع قاعدة بيانات كرة القدم.إي يو (الإنجليزية)
- ماركوس بلوتش على موقع Soccerway.com (الإنجليزية)
- ماركوس بلوتش على موقع عالم كرة القدم.نت (الإنجليزية)